# Union sportive Bankin
 (décembre 2019).
Si vous disposez d'ouvrages ou d'articles de référence ou si vous connaissez des sites web de qualité traitant du thème abordé ici, merci de compléter l'article en donnant les références utiles à sa vérifiabilité et en les liant à la section « Notes et références ».
L'US Bankin est un club de football basé à Goma dans le Nord-Kivu, en république démocratique du Congo.
Le club joue dans le championnat de République démocratique du Congo de 2e division, appelé Ligue 2. 
L'équipe joue ses matchs au Stade de Virunga, qui peut contenir 10 000 places.

## Histoire
Le club évolue en première division lors de la saison 2003.
Lors de cette saison, le club se classe 3e sur 4 de la poule "Est", avec zéro victoire, un match nul et trois défaites.

## Palmarès
- LIFNOKI
  - Champion : 2003[1]

## Personnalités du Club

### Presidents
- 2018 :  Éric Kamanzi [2]
- 2023 :  Danny Wabikulo Mupenge[3]

### Entraîneurs
- Todet Farini[4]